# Noordelijke schiffornis
De noordelijke schiffornis (Schiffornis veraepacis) is op grond van DNA-onderzoek afgesplitst van de bruinvleugelschiffornis (S. turdina). Het is een zangvogel uit de familie Tityridae.

## Verspreiding en leefgebied
De soort komt voor van het zuidoosten van Mexico tot in het westen van Colombia en Ecuador.

## Status
De grootte van de populatie is in 2022 geschat op 50.000-500.000 volwassen vogels. Op de Rode lijst van de IUCN heeft deze soort de status niet bedreigd.